# Little Dracula
Little Dracula è una serie animata franco-statunitense di 26 episodi. Nella versione statunitense la serie è attribuita unicamente alla Steven Hahn Productions; nella versione francese, intitolata Draculito mon saigneur - Little Drac, viene invece definita una produzione del gruppo IDDH creata da Bruno-René Huchez.
Nonostante un significativo merchandise, la trasmissione della prima stagione della serie negli Stati Uniti, iniziata nel 1991, rimase incompleta per molti anni e la seconda stagione fu trasmessa per intero solo in alcuni paesi europei.

## Trama
In Transilvania si erge un sinistro castello nel quale abita una famiglia di vampiri dalla pelle verde. Protagonista delle vicende è Little Dracula, un bambino figlio del capostipite, il quale vive diverse avventure assieme agli altri mostruosi ma simpatici abitanti della sua dimora. Fra gli antagonisti spicca la figura dell'ammazza-vampiri AmmirAglio.

## Trasmissione
La serie animata è composta da due stagioni da 13 episodi l'una. La prima venne trasmessa negli Stati Uniti d'America parzialmente dal 3 al 7 settembre e il 31 ottobre 1991 su Fox Kids; gli episodi mancanti furono in parte editi in VHS nel 1993 e poi mandati in onda per intero tra settembre e ottobre 1999 su Fox Family Channel. La seconda stagione fu inizialmente trasmessa soltanto in alcuni paesi europei, in particolare in Francia dove andò in onda di seguito alla prima su M6 da settembre 1992; negli Stati Uniti quattro episodi furono proposti in una maratona su Fox Family Channel il 2 ottobre 1999, mentre il resto della stagione è inedito.
In Italia la prima stagione venne trasmessa tra marzo e aprile 1993 su Italia 7 e in seguito su Junior TV; la seconda è inedita.

## Episodi
| nº               | n° prod. | Titolo originale (USA) Titolo francese                                      | Titolo italiano                  | Prima TV USA                                  | Prima TV Italia   |
| ---------------- | -------- | --------------------------------------------------------------------------- | -------------------------------- | --------------------------------------------- | ----------------- |
| Prima stagione   |          |                                                                             |                                  |                                               |                   |
| 1                | 103      | The Curse of the Ghastly Minimum Wage La malédiction de l'épouvantable Smic | Hamburger... all'aglio           | 3 settembre 1991                              | 27-29 marzo 1993  |
| 2                | 102      | Little D's First Bite / Ghoul Days La première morsure de Little Drac       | Il primo morso di Little Dracula | 4 settembre 1991                              | 25-26 marzo 1993  |
| 3                | 101      | Little D's Surprise La surprise de Little Drac                              | La sorpresa di Little Dracula    | 5 settembre 1991                              | 23-24 marzo 1993  |
| 4                | 105      | The Bite Before Christmas Le réveillon des vampires                         | Trappola per Babbo Natale        | 6 settembre 1991                              | 1°-2 aprile 1993  |
| 5                | 106      | Little D Goes Hawaiian Little Drac à la hawaïenne                           | Vacanze hawaiane                 | 7 settembre 1991                              | 3-5 aprile 1993   |
| 6                | 104      | Little D's Halloween L'Halloween de Little Drac                             | Festa in maschera                | 31 ottobre 1991                               | 30-31 marzo 1993  |
| 7                | 107      | Bat Boys Les gamins à la batte                                              | Evviva il baseball               | 4 ottobre 1993 (VHS) 12 settembre 1999 (TV)   | 6-7 aprile 1993   |
| 8                | 108      | Easy Biters Les mordus de la moto                                           | A tutto gas                      | 4 ottobre 1993 (VHS) 14 settembre 1999 (TV)   | 8-9 aprile 1993   |
| 9                | 109      | Deadwood's Complaint La lettre de victime                                   | Il dilemma di Smorto             | 29 dicembre 1993 (VHS) 17 settembre 1999 (TV) | 10-12 aprile 1993 |
| 10               | 110      | The Chamber of Unspeakable Terror La chambre de l'indicible effroi          | La stanza del terrore            | 29 dicembre 1993 (VHS) 17 settembre 1999 (TV) | 13-14 aprile 1993 |
| 11               | 111      | The Bite at the Ghoul School Corral Bagarre à l'école des démons            | Il vampiro ninja                 | 3 ottobre 1999                                | 15-16 aprile 1993 |
| 12               | 112      | Midnight Madness Vent de folie à minuit                                     | Follie di mezzanotte             | 11 ottobre 1999                               | 17-19 aprile 1993 |
| 13               | 113      | Deadly Screentest Little Drac fait du cinéma                                | Una festa indesiderata           | 13 ottobre 1999                               | 20-21 aprile 1993 |
| Seconda stagione |          |                                                                             |                                  |                                               |                   |
| 14               | ?        | ? L'excursion des scouts vampires                                           | -                                | -                                             | -                 |
| 15               | ?        | ? Pas si petit que ça Little Drac                                           | -                                | -                                             | -                 |
| 16               | ?        | ? Little Drac et la gousse d'ail magique                                    | -                                | -                                             | -                 |
| 17               | ?        | ? Mordre ou ne pas mordre                                                   | -                                | -                                             | -                 |
| 18               | ?        | ? Voyage dans l'infini                                                      | -                                | -                                             | -                 |
| 19               | ?        | ? Une partie de pêche                                                       | -                                | -                                             | -                 |
| 20               | ?        | ? Une chauve-souris à deux cerveaux                                         | -                                | -                                             | -                 |
| 21               | ?        | ? La voiture corbillard en folie                                            | -                                | -                                             | -                 |
| 22               | ?        | ? Le cousin de Little Drac                                                  | -                                | -                                             | -                 |
| 23               | ?        | ? Mon royaume pour un cerveau                                               | -                                | -                                             | -                 |
| 24               | ?        | ? Une journée ordinaire                                                     | -                                | -                                             | -                 |
| 25               | ?        | ? Le vampire de la côte                                                     | -                                | -                                             | -                 |
| 26               | ?        | ? Les monstres du rock                                                      | -                                | -                                             | -                 |

## Doppiaggio
| Personaggio                 | Doppiatore originale | Doppiatore italiano |
| --------------------------- | -------------------- | ------------------- |
| Little Dracula              | Edan Gross           |                     |
| Dracula                     | Joe Flaherty         | Giorgio Melazzi     |
| Igor e Granny               | Jonathan Winters     |                     |
| signora Dracula e Millicent | Kath Soucie          |                     |
| AmmirAglio                  | Brian Cummings       | Cesare Ferrario     |
| Maggott                     | Neil Ross            |                     |
| NoEyes e Bi-Beck            | Danny Mann           |                     |

## Linea di giocattoli
Dalla serie Little Dracula scaturì anche una linea di giocattoli di action figures dei vari personaggi del cartone, prodotta da Bandai e commercializzata in Italia da Giochi Preziosi.